# St. Joseph (fiume Lago Michigan)
Il St. Joseph è un fiume di lunghezza pari a 332 km, situato negli Stati Uniti tra il Michigan e l'Indiana. Con le sue acque bagna le zone rurali in prossimità del lago Michigan, nel quale sfocia.. Questo fiume era molto importante per i nativi americani e zona ambita dalla Nuova Francia nell'espansione coloniale, poiché consente la comunicazione tra il lago Michigan e il bacino idrografico del Fiume Mississippi. Fra gli affluenti, va ricordato il fiume Fawn.

## Idrografia

### Origini geologiche
I territori in prossimità del St. Joseph trovano le proprie origini nelle glaciazioni del Pleistocene: lo scioglimento dei ghiacciai e la successiva sedimentazione hanno scolpito l'attuale corso del fiume. Il sottosuolo del territorio presenta abbondanti acque sotterranee, le quali forniscono buona parte dell'approvvigionamento d'acqua delle abitazioni locali.

### Corso del fiume
Con il suo bacino idrografico di 12 130 km², il fiume St. Joseph attraversa i territori di quindici contee: St. Joseph, Branch, Hillsdale, Berrien, Calhoun, Cass, Kalamazoo e Van Buren in Michigan e DeKalb, Elkhart, Kosciusko, LaGrange, Noble, St. Joseph e Steuben in Indiana. Il 60% dei territori attraversati dal fiume è agricolo, il 20% è occupato da aree boschive e il restante 10% è urbanizzato, in particolare nella zona della contea di St. Joseph e di South Bend, nella quale è concentrata l'attività industriale.
Il corso principale del fiume è lungo 332 km, ed ha la sua sorgente nella contea di Hillsdale, in prossimità del lago Baw Beese.
Il fiume prosegue con un corso a zig-zag, estendendosi verso il Michigan e l'Indiana. Il fiume continua il suo corso tornando in Michigan e sfociando nel lago Michigan, in prossimità di South Bend e dell'omonima contea di St. Joseph. Lungo il suo bacino idrografico, sono situate 190 dighe: 29 vengono impiegate nella produzione di energia idroelettrica, 5 sono adibite all'irrigazione, 9 sono costruite per permettere il corretto corso delle acque del fiume e ridurre il rischio di inondazioni, 4 per l'approvvigionamento d'acqua e le restanti per altri scopi. Molte di queste sono costruite in modo tale per consentire il passaggio dei pesci da una zona all'altra del fiume, in quanto il St. Joseph è tappa famosa per la pesca sportiva.
Il 1º aprile del 1893, un'onda di sessa alzò un muro d'acqua dal fiume in prossimità di St Joseph e Benton Harbor, alzando il livello dell'acqua da 12 a 15 metri. Le cause di ciò sono sconosciute: si ipotizza che fosse causa di un groppo o di una brusca variazione della pressione atmosferica.

## Storia

### Influenza europea
Prima dell'arrivo degli europei, la zona era abitata dalle popolazioni indigene dei Miami e dei Potawatomi che vivevano sulla riva del fiume, in prossimità dell'attuale Benton Harbor.
La prima traccia della presenza europea presso il fiume risale al maggio del 1675, quando Jaques Marquette attraversò il fiume Mississippi e l'Illinois dirigendosi all'attuale South Bend, in Indiana e nel Michigan. Il 1º novembre del 1679, Sieur de la Salle fece il percorso opposto, partendo dall'attuale contea di St Joseph ed esplorando le zone ad ovest, raggiungendo l'Illinois.
Il fiume fu per secoli uno dei più importanti mezzi di comunicazione per i nativi americani e gli esploratori europei, che solevano attraversarne il corso in canoa.
Il primo punto di sbarco lungo il corso del fiume era a sud-ovest del Michigan, dove i viaggiatori potevano trasportare le loro canoe dal fiume St. Joseph al fiume Maumee, il quale sfocia nel lago Erie.
L'altro punto di riferimento era a South Bend in Indiana, dove si poteva accedere percorrendo la terraferma al fiume Kankakee, per poi sfociare nell'Illinois e successivamente raggiungere il Mississippi. Questo percorso era utilizzato sia dalle popolazioni indigene sia dai mercanti di pelli e dagli esploratori francesi, che sfuttavano tali corsi d'acqua per viaggiare facilmente da Detroit a New Orleans, ed è lo stesso che ha compiuto James Marquette.
South Bend era, inoltre, la prima zona occupata dai commercianti di pelli francesi, attratti dalla ricchezza della fauna locale. Il primo commerciante noto fu William Brunett, che costruì alla foce del Michigan un emporio adibito alla vendita di pelli, zucchero e sale.
Un altro importante punto d'accesso al fiume era nell'attuale Niles, nel Michigan, dove i francesi, guidati da Sieur de la Salle stabilirono Fort St. Joseph nel 1680 per vigilare i territori vicini. Il territorio del forte fu a loro sottratto dai colonizzatori inglesi nel 1763 e successivamente dagli spagnoli, per poi tornare nelle mani dei soldati francesi nel 1781.
L'insediamento europeo nel fiume iniziò a crescere quando la parte sud-occidentale del Michigan fu occupata dai colonizzatori nel 1829. Nel 1830, Niles fu costruita nella zona dove un tempo sorgeva Fort St. Joseph, ed ancora oggi è detta "la città delle quattro bandiere", poiché quattro diverse nazioni (America, Francia, Inghilterra e Spagna) si impadronirono di quel territorio nel corso degli anni.

### Canali di South Bend

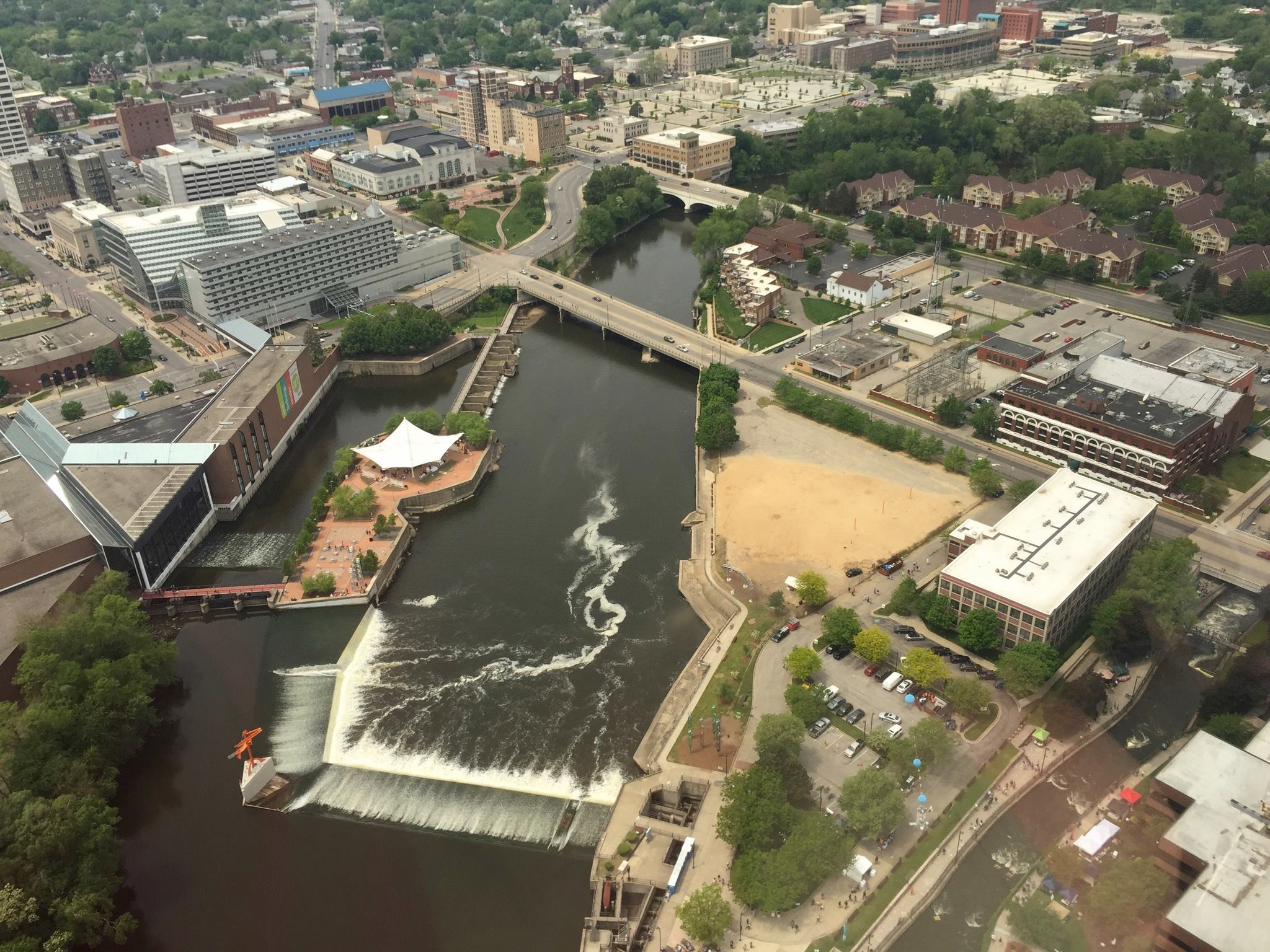
South Bend, attraversata dal St. Joseph.

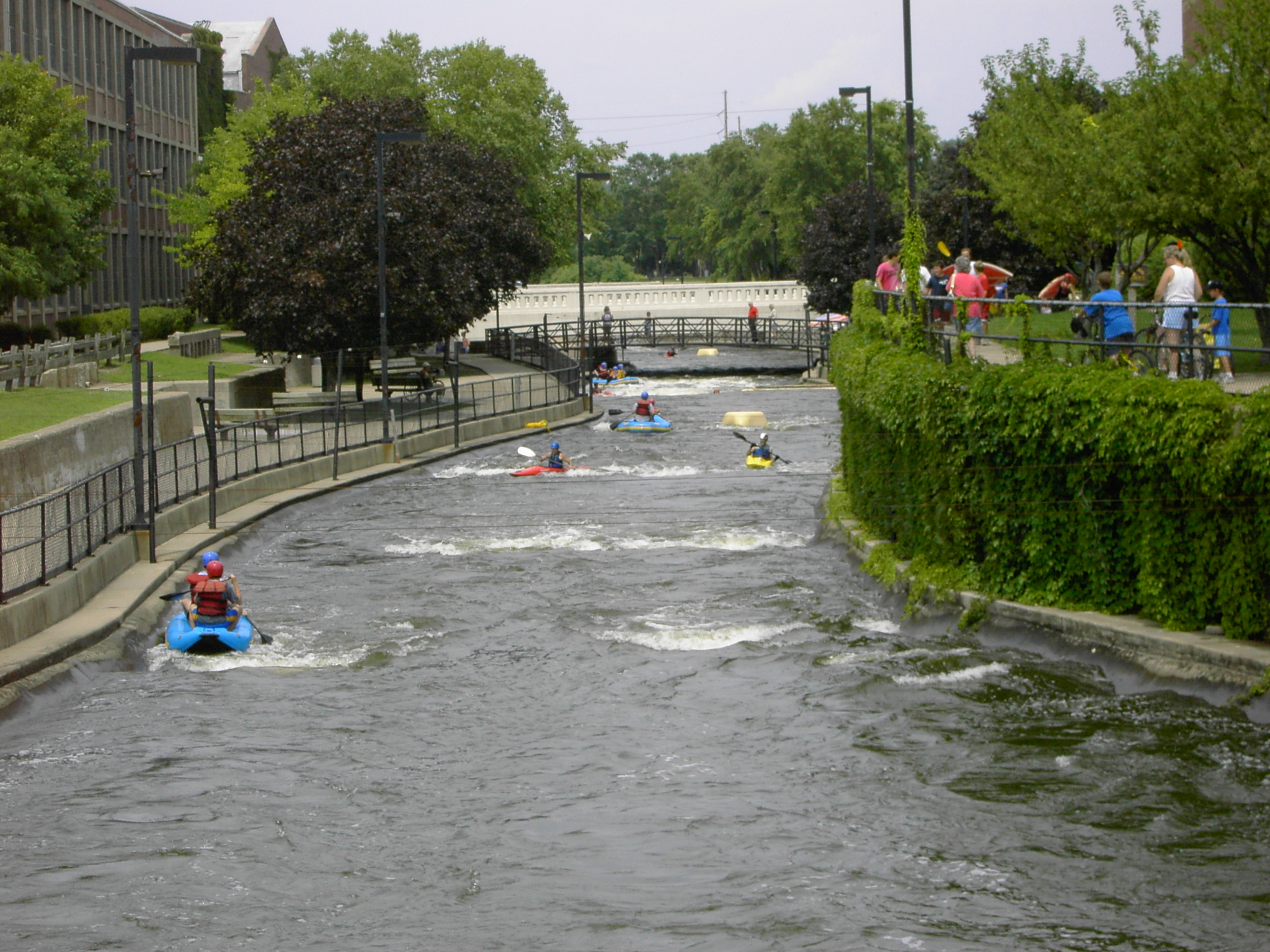
L'attuale East Race Waterway.

Il principale motivo per cui le fabbriche sono principalmente collocate a South Bend è stata la costruzione di East e West Race, canali artificiali attraversati dalle acque del St. Joseph.
La proprietà dell'acqua su ciò che sarebbero diventati i canali di East e West Race fu reclamata da Alexis Coquillard nel 1831, quando la città di South Bend venne fondata.
L'idea di scavare un canale artificiale ebbe la sua realizzazione nel 1843, quando furono costruiti East e West Race.
La costruzione fu fatta dalla compagnia manifatturiera di South Bend, che ottenne la proprietà delle acque del canale occidentale, mentre Samuel Cottrel comprò i diritti sulle acque del canale orientale.
Nel 1867 la compagnia idraulica di South Bend comprò i diritti sull'East Race e la proprietà della compagnia manifatturiera di South Bend passò nelle mani della Oliver Farm Equipment Company.
Negli anni '40 del Novecento la compagnia elettronica dell'Indiana e del Michigan comprò i diritti su East Race, e nel 1973 Oliver Farm Equipment Company fu distrutta per far spazio al palazzo dei congressi Century Center, che fu completato nel 1977.
Nel 1980, il canale di East Race fu scavato nuovamente con il nome di East Race Waterway, corso artificiale adibito al canottaggio e al kayak.

## Ecologia
Prima dell'arrivo dei colonizzatori europei, il corso d'acqua era circondato da foreste decidue di querce e noccioli. Queste estese foreste erano interrotte da ruscelli, piccoli laghi e praterie, dove pascolavano cervi e bisonti.
Poiché la zona era facilmente coltivabile, nel Novecento le foreste furono per la maggior parte abbattute per permettere la costruzione di dighe adibite alla produzione di energia idroelettrica, e le praterie adibite all'agricoltura. Nelle praterie, inoltre, erano state precedentemente costruite abitazioni sia dai Nativi Americani, sia dagli europei.
Tuttavia, sono rimaste intatte folte foreste alluvionali, tappa dei voli migratori degli uccelli e abitate da Specie locale, come il tacchino selvatico, la volpe, il coyote, diverse specie di tartarughe e il pipistrello dell'Indiana.
Nel 1969, il Dipartimento delle Risorse Naturali del Michigan introdusse nelle acque del lago specie di salmoni e trote non presenti originariamente nel lago, e le dighe concentrate nella parte meridionale del fiume vennero costruite in modo tale da permettere ai pesci del fiume di passarvi attraverso.
Storicamente, 97 specie di pesci che abitano il fiume sono native dello stesso.
Nel 2002 l'associazione degli Amici del fiume St. Joe ha istituito il Piano di Manutenzione del St. Joseph, per permettere una migliore pulizia del fiume e la condizione di vita delle specie animali che lo abitano.

## Attività
Il St. Joseph è famoso come tappa della pesca sportiva, inoltre vengono anche praticate escursioni, canottaggio e kayak.